# Steinhäger

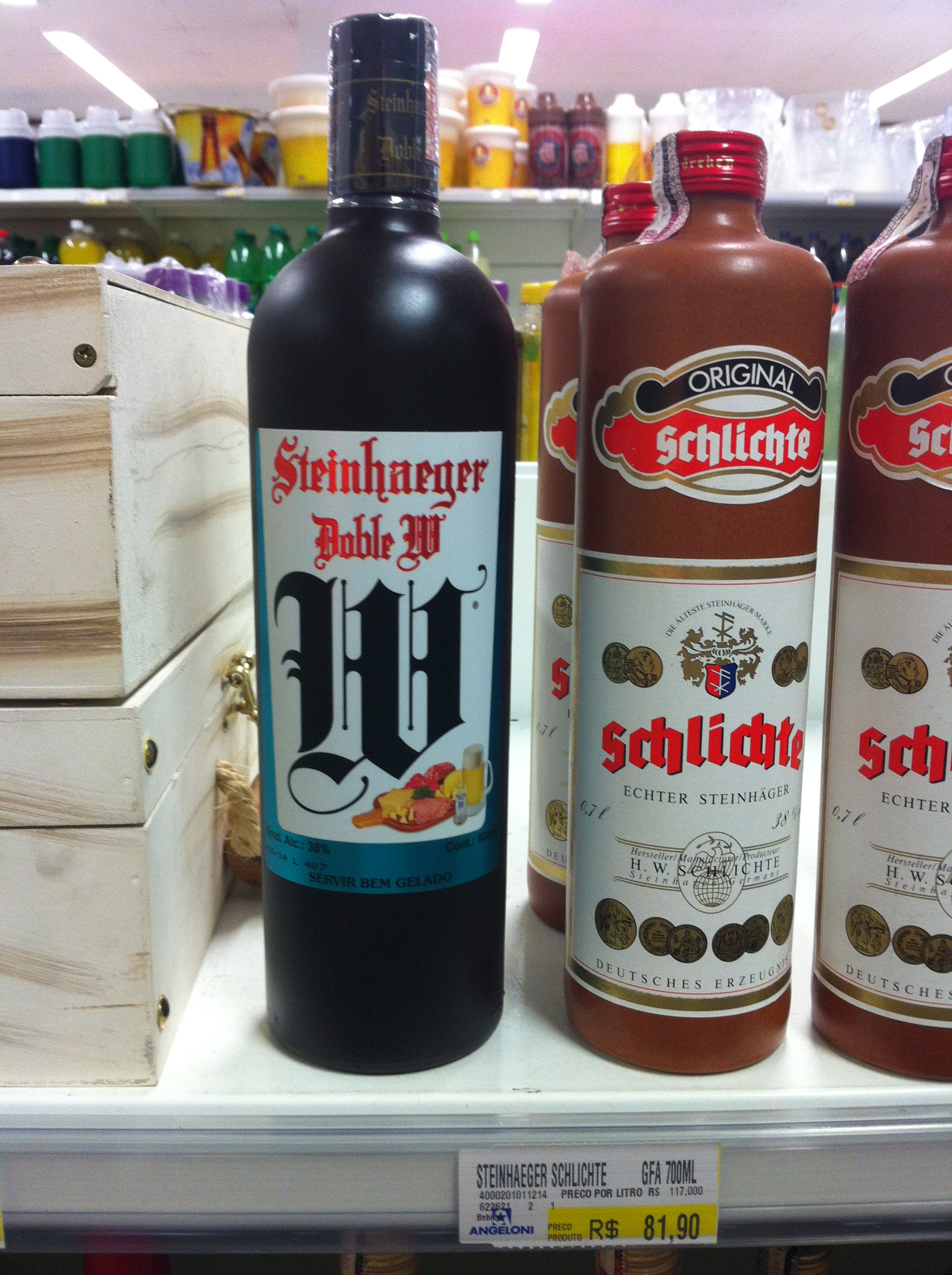
Flessen van Steinhäger in een Braziliaanse supermarkt

Steinhäger is een Duitse brandewijn op basis van jeneverbessen. Deze wordt sinds de negentiende eeuw in Steinhagen vervaardigd en traditioneel afgevuld in hoge bruine stenen flessen ("Tonkrug" genaamd).
Steinhäger is in de Europese Unie een beschermde geografische aanduiding volgens de verordening van 15 januari 2008 betreffende de definitie, de aanduiding, de presentatie, de etikettering en de bescherming van geografische aanduidingen van gedistilleerde dranken, en mag enkel in Steinhagen gebrand en geproduceerd worden. Het alcoholpercentage is ten minste 38 volumepercent. In Brazilië wordt echter ook Steinhäger geproduceerd door de "Doble W" destilleerderij, naar verluidt volgens het originele Duitse recept.